# 最终幻想VII 重制版
《最终幻想VII 重制版》是史克威尔艾尼克斯开发并於2020年4月10日在PlayStation 4平台全球发行的動作角色扮演遊戲，由PS4独占首年发售时间。该游戏为1997年在PS平台推出的最终幻想系列本傳《最终幻想VII》的完全重制作品。 多位参与《最终幻想VII》原作的开发成员亦回归本作研發，包括担任总监与负责概念设计的野村哲也、制作人北濑佳范、编剧野岛一成、联合总监与编剧鸟山求、音乐总监植松伸夫等人。 
由于原作具有龐大的內容，故整个《最终幻想VII》的重制計畫将会分拆为多部作品推出。第一部作品加入大量擴充橋段，對原作序盘的魔晄都市米德加有了深入描写，故事推進至一行人离开米德加為止。主線讲述身為雇佣兵的主角克勞德·史特萊夫協同名为“雪崩”的生態恐怖主義组织成员，对抗汲取星球生命精华作为能源並擁有極大權力的巨型企業“神罗”。游戏结合了即时战斗、策略与传统RPG等要素。
企劃于2015年正式公布，原定2020年3月3日发售，後小幅延期到2020年4月10日上市。其画面、游戏玩法、故事情节和音乐方面获得业界普遍好评，对原版剧情的忠实与扩展也被稱道。《最终幻想VII 重制版》是PlayStation 4平台上销售最快的游戏之一，游戏发售前三天实体版出货量与数字版销量合計超過了350万份。遊戲的加強版《最終幻想VII 重製版 Intergrade》於2021年6月10日在PlayStation 5上推出，在画质等方面有所加强，并加入了独占角色尤菲·如月，在2021年12月16日也在Epic Games上推出Microsoft Windows版本。本遊戲的續作《最終幻想VII 重生》已于2024年2月29日推出，並將會再有一部續作，構成重製版三部曲。

## 剧情
克勞德·史特萊夫曾是隶属于神罗公司的精英战士团体「神罗战士」的一员。为了给都市「米德加」提供动力并开发新技术，神罗利用巨大的魔晄爐，从星球上抽走名为「魔晄」的能量。出于对神罗的失望，克劳德离开了神罗，以做「万能帮手」为生。在青梅竹马蒂法·洛克哈特的介绍下，克劳德受雇于反神罗组织「雪崩」，其头领是脾气暴躁的巴雷特·華勒斯。克劳德和雪崩联手炸毁了壹號魔晄爐，爆炸产生了严重的额外后果。逃离爆炸现场期间，克劳德脑中萦绕着神秘的前1st级神罗战士、有“英雄”之称的萨菲罗斯的幻象，他还结识了卖花女爱丽丝·盖恩斯巴勒。克劳德与雪崩一起击退了怪异的鬼魂状生物，并与蒂法重聚。
在和雪崩一起炸毁了伍號魔晄爐后，由於魔晄爐的警備機器自爆炸毀對外連結的鐵橋，克劳德被迫与队伍分散。他再次遇到了被神罗监视的爱丽丝。爱丽丝是被称为古代种的“赛特拉”的最后一个后裔——古代种是拥有神奇力量的星球的开拓者。神罗相信他们可以利用她的力量为自己谋取利益。克劳德护送爱丽丝回她家，爱丽丝邀请他留下来过夜，但她的母亲要求他离爱丽丝远一点。克劳德于夜晚离开了，但爱丽丝也偷偷溜走了，跟着克劳德带他回第柒区。在第柒区的入口处，他们看到蒂法进入了法外之地「围墙商店街」，克劳德追上并与蒂法汇合，得知蒂法试图从围墙商店街的黑帮老大古留根尾那里获得情报。
在获得推荐信后，克劳德与爱丽丝在古留根尾的住处与蒂法会合。在一番打斗与威胁后，古留根尾透露，神罗计划将米德加上层市区「圆盘」中的第柒区坠入下层的贫民窟，以报复雪崩破坏魔晄爐的行为，并将圆盘坠落的罪名嫁祸给雪崩。克劳德一行未能阻止神罗的计划，圆盘坠下。贫民窟伤亡惨重，其中包括几名雪崩重要成员，而爱丽丝为保护巴雷特的女儿玛琳，被神罗带走。
在清理贫民窟的废墟时，克劳德、蒂法和巴雷特发现了一个神罗地下研究实验室，里面正在进行人体实验，他们被在里面发现的实验品震惊，此时却被鬼魂生物带回地面。他们随后潜入神罗总部，并在爱丽丝遭受神罗的科学家宝条的非人道实验之前，将她救出。在救出爱丽丝后，他们还遇到了一个会说话的狼形生物——赤红XIII，他一直被宝条囚禁。赤红XIII解释说，众人一直与之战斗的鬼魂状生物叫做“菲拉”，他们的存在是为了确保命运的轨迹不被改变，他们会用自己的力量来纠正偏差，为此甚至能让人起死回生。与此同时，萨菲罗斯从神罗那里偷走了被认为与古代种灭绝有关的神秘的杰诺瓦实验体。
在位于神罗大厦顶层的对峙中，萨菲罗斯杀死了神罗的总裁，同时也刺伤了巴雷特，但菲拉却为巴雷特治疗。总裁的儿子路法斯成为公司新的实际领导人。与此同时，神罗大厦被无数的菲拉环绕包围。克劳德一行人从米德加公路逃离现场。在公路的尽头，众人发现萨菲罗斯在等着他们，他打开了一个传送门，进入其中。爱丽丝改变了传送门，表示他们将为摆脱命运而战。他们进入传送门，与一个巨大的菲拉战斗，这个菲拉似乎是控制命运的神灵。在击败菲拉后，萨菲罗斯与他们对峙，对米德加释放超新星，并将一行人分开，然后再与克劳德交手。克劳德被逼退时得到了同伴的援助，最终将萨菲罗斯逼至角落，阻止了其再次释放超新星，但萨菲罗斯却指挥着菲拉们与雪崩战斗。克劳德击败菲拉，与萨菲罗斯对峙，萨菲罗斯把他们两个人都传送到了一个神秘的空间，萨菲罗斯称之为世界的尽头。萨菲罗斯劝说克劳德和他一同对抗命运。克劳德拒绝并与萨菲罗斯战斗，但他一人无力与萨菲罗斯抗衡，武器也在战斗中脱手。萨菲罗斯并未追击，而是神秘地警告克劳德他将有7秒的时间来抗衡命运并离开，克劳德于是得以脱身。在克劳德和同伴重聚后，他们一致认为萨菲罗斯是比神罗更大的威胁，并决心要击败他。一行人离开米德加，踏上全新的旅途。于此同时，在另一条时间线上，1st级神罗战士、作为原版《最终幻想VII》的前传性质的作品《核心危機 -最終幻想VII-》中的主角札克斯战胜了前来堵截的神罗军队，带着神志不清的克劳德向米德加方向走去。

## 开发

### 设计
游戏在2015年底开始进入全面开发阶段，由史克威尔艾尼克斯内部开发团队Business Division 1领导。野村哲也从一开始就参与该项目，但在看到自己在公司内部介绍视频中之后，他才发现自己是重制版的总监，而他原以为是由北濑佳范来担任这一职务。野村哲也同时担任《最终幻想VII 重制版》和《王国之心III》的游戏总监。另一个项目负责人是滨口直树，他曾担任《雷霆归来 最终幻想XIII》的程序师，并担任《莫比乌斯 最终幻想》的项目负责人。
尽管开发团队可以选择按照许多粉丝的要求简单地重新制作具有更好图像表现的最终幻想VII，但他们认为，原版的图像和许多机制已经过时了。考虑到这一点，他们决定进行全面更新，重建适合当代玩家口味的游戏系统，并使用当前的游戏技术来重建游戏世界。这个决定使得重制版使用了基于动作类型的战斗系统，该系统借鉴了《最终幻想 纷争》的基于动作的战斗风格。曾为《怪物猎人 世界》项目工作过的远藤皓贵担任重制版战斗总监。该团队旨在保留原版游戏中所有受玩家欢迎的游戏机制。
开发团队决定不使用在当时已有十年历史、制作《最终幻想VII 降临之子》时所用的技术，以及当时所用的角色建模和图形样式，而是决定为角色进行新的设计和建模。野村哲也负责改版后的主角设计，设计师罗伯托·法拉利负责配角的设计。角色建模由史克威尔艾尼克斯的动画开发部门Visual Works监督。 克劳德·史特莱夫在重制版中的最初重新设计与原版相比有很大的不同，但后来进行了修改，使其更接近于野村哲也的原始理念。蒂法·洛克哈特的外形设计也发生了变化，更加逼真，因为开发人员意识到她原先的设计不适合战斗场面。
史克威尔艾尼克斯并未使用自己的引擎，而是使用Epic Games的虚幻引擎4来开发游戏，两家公司共同努力加強了引擎在重制版上的表现。开发团队还从《王国之心III》的开发人员那里获得了技术援助，因为后者的游戏是使用相同的引擎开发的。游戏还使用了照明引擎Enlighten。为了帮助提高游戏的动作部分和画面品質，史克威尔艾尼克斯最初与另一家擅长动作游戏开发的游戏开发商CyberConnect2合作，不过由于开发风格不同而没能延续，不过两家公司依旧保持密切联系。
在2017年，游戏的开发重心从外包转移到内部。最重大的变化之一是，该游戏被计划分为多章节发售：根据北濑佳范的说法，这是因为游戏如果一次性发售完，会导致游戏大部分内容被削减，这与开发团队的愿景相违背。通过将游戏分为多个部分发售，团队可以为玩家提供更多的访问游戏各个区域的机会，例如米德加，而在原版中几乎是无法在其中探索的。每个游戏都计划与《最终幻想XIII》具有相似的规模。第一部分将着重介绍米德加，因为它在最终幻想系列中具有标志性地位。

### 剧情脚本
开发团队在剧情脚本上下了很大功夫，使得重制版看上去不会太怀旧。他们在开发过程中还需要决定从原版中可以继承什么，以及自原版发布以来由于社会规范的变化而需要进行哪些调整。尽管已经有了一个故事，可以大大简化某些方面的制作，但野岛一成仍然去创作了新的故事材料。第一部分的剧情脚本于2015年12月完成。配音方面，最初的计划是让电影《最终幻想VII 降临之子》中的配音演员重新扮演角色。最终，角色的英文配音选择了重新选择演员配音。根据北濑佳范的说法，为角色选择新一代声音是重制版作为游戏重生的一部分。日本的配音演员仍然保持不变。樱井孝宏为这种年轻的克劳德的风格感到惊讶，因为他们没有在原版游戏中配音。
野岛一成努力使克劳德与蒂法和巴雷特的互动变得自然。尽管担心最终结果，野岛一成还是希望玩家能再次建立与角色的联系。联合总监滨口直树指出，由于在原版游戏中，玩家可以选择克劳德与一位团队成员“约会”，因此他希望重制版能以亲密对话的形式再次赋予这种可能性。由于克劳德与蒂法和爱丽丝存在特殊的关系，开发团队观察到粉丝认为史克威尔更偏爱这两个女主角。在以往，史克威尔表示爱丽丝可能是游戏的真正主角，而蒂法对于帮助克劳德角色的发展很重要。也因此，史克威尔表示，爱丽丝和蒂法都会是重制版中的女主角。除了专注于原始角色之外，史克威尔还决定增加新成员，以深化故事世界。
如上文所提到的，克劳德在重制版中的最初设计与原始设计相比有很大的不同，但后来进行了更改，使其更接近于野村哲也的原始理念。在重制版的高潮中，克劳德遇到了他的敌人萨菲罗斯，在原版游戏中此时并未与玩家战斗。北濑佳范认为他是传说中最强大的对手，开发人员在重制版剧本中将萨菲罗斯写入故事中，以增强故事的张力，就如同史蒂文·斯皮尔伯格1975年电影《大白鲨》中的一样。

### 音乐
游戏的配乐由原版《最终幻想VII》的作曲家植松伸夫、浜渦正志和铃木光人负责。这是自《最终幻想X》以后，植松伸夫和北濑佳范的第一次合作，北濑佳范最初认为植松伸夫会拒绝，因为他离开史克威尔艾尼克斯很久了，并成为了成功的独立作曲家。 野村哲也很重视摇滚乐和男声，主题曲《Hollow》旨在反映克劳德的心境。 他还希望这首歌有雨的形象。 浜渦正志表示能与植松伸夫一起做音乐是一种荣幸，原版游戏也是他第一次接触该系列。 铃木光人说，重制版中他最喜欢的音乐包括围墙市场，蜜蜂之馆和米德加高速公路的主题曲。

## 战斗系统

### 召喚獸
本作的召喚獸必须在强敌交手的时候方可召唤，而主角等人可以通过与召唤魔晶石的共鸣，从而召唤召唤兽协助战斗。
召唤兽是《最終幻想系列》的标志，游戏采用了重制了原版的召唤兽，比如巴哈姆特和利维坦等。他们按种类编排再以等级系统细分，譬如巴哈姆特是最高等级的召唤兽。主角在获得召唤兽前，必須先将其在战斗中击败，或通过其他手段获得召唤魔晶石。
每個召喚獸都擁有不同的攻擊方式和特性，例如巴哈姆特擁有射线和重炮攻擊，伊弗利特则拥有燃烧和大范围火焰魔法。
| 類別   | 召喚獸名稱 | 說明                         | 指令技             | 大绝招   | 魔晶石   |
| ------ | ---------- | ---------------------------- | ------------------ | -------- | -------- |
| 召唤兽 | 伊弗利特   | 带来火焰的魔人。             | 火光爆发、艳红俯冲 | 地狱火焰 | 伊弗利特 |
| 召唤兽 | 希瓦       | 曾以冰治愈星球伤痛的女王。   | 极乐冰柱、冰柱冲击 | 钻石星尘 | 希瓦     |
| 召唤兽 | 利维坦     | 传说中始于消灾信仰的龙神。   | 水花狂潮、水柱     | 大海冲   | 利维坦   |
| 召唤兽 | 巴哈姆特   | 开拓星球的部族所崇拜的龙王。 | 重炮强击、炼狱     | 百万火光 | 巴哈姆特 |
| 召唤兽 | 拉姆       | 传说中的老皇帝。             | 回旋激光、雷电长枪 | 制裁之雷 | 拉姆     |

## 发布历程

### 先期情报
《最终幻想VII》最初由史克威尔在1997年发布于索尼PlayStation平台，该游戏在商业上取得了巨大的商业成功，后来随着“最终幻想VII补完计划”，衍生出了多款游戏、电影及其他媒介。
随着“最终幻想VII补完计划”的公布与制作，有推测称《最终幻想VII》将在PlayStation 3平台强化重制。E3 2005展会上，使用PlayStation 3图形功能重建的《最终幻想VII》开场过场视频诱使传言爆发。在《降临之子》和《核心危机》的职员名单鸣谢栏的“《最终幻想VII》PS3测试团队”字样，进一步引发了推测。然而据指出，鸣谢字样可能是给PSN版《最终幻想VII》测试人员，或是《降临之子》与《核心危机》所用的PS3演示图形资源。在史克威尔艾尼克斯时任总裁和田洋一解释演示仅为技术示范用途后，该猜测逐渐平息，而官方发表声明称，补完计划不包括重制《最终幻想VII》。

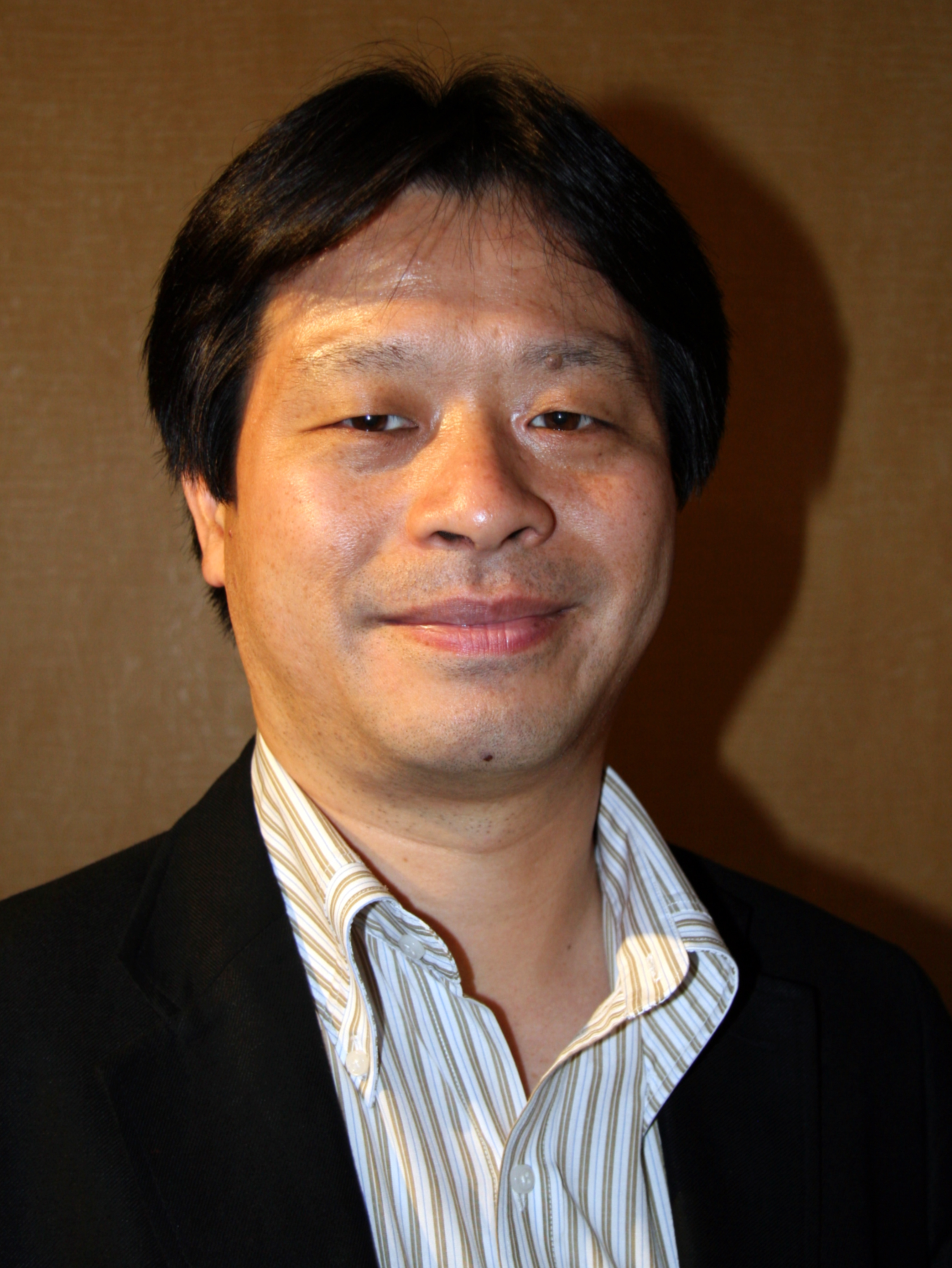
北濑佳范

北濑佳范在2009年的游戏大会上称，“对于《VII》重制版，目前我全部能告知的就只有玩眼下发行的PSN版。也许在以后我们还会告诉你一些消息。实际上我目前正负责多个项目，我并不知道在《XIII》之后又会接手什么新项目，但我还正负责《最终幻想Agito XIII》。当《XIII》完成后，我或许能略多关注那个项目。”野村哲也在2010年1月表示，“爱好者都期待着传闻常有的《FFVII》重制，但我确信这暂时不会发生”。北濑在2010年2月表示，为了让PlayStation 3移植版《最终幻想VII》达到类似《最终幻想XIII》的质素，就会“合计为这款《最终幻想》花费三四倍于三年半的时间！这看起来很不现实！”北濑佳范还称，在PlayStation 3上制作和《最终幻想VII》风格相同的游戏非常困难，因为这会耗费员工太多时间来创建图形，正因此，《最终幻想XIII》比以往的作品“更线性”。然而在2010年3月的采访中，《最终幻想XIII》总监鸟山求称，“如果我们有人手和时间来做项目，如果我们要以《最终幻想XIII》的质素重制《最终幻想VII》，这将会成为巨大工程。如果我们能通过一切手段能得到所需的人手，这会是成为我真想重制的游戏。”2010年3月，时任CEO和田洋一透漏，他们正在应大量要求探讨重制的可能性。但在2012年6月，公司宣布“一旦系列有一款全新游戏超越了《FF7》的质素，我们方才考虑这点”。
GamesRadar因收到大量关于游戏重制的询问，而将游戏重制列为他们一大“反感最终幻想的理由”，希望若游戏发行能让爱好者不再向他们询问此问题。GamesRadar还发布了一篇文章《关于最终幻想VII重制的真相》（The truth about the Final Fantasy VII remake），称虽然职员称他们不会制作重制版；但在从2009年中期开始的游戏玩家采访中，玩家希望依然可能有重制版发行。2011年，游戏登上GameTrailers最渴望重制游戏榜单的第2名，Cheat Code Central类似榜单的第4名，以及NowGamer将最希望重制榜单的首位。PSU.com在2008年（在PlayStation 3上再版的游戏）和2011年（要重制的PSone经典）榜单中，两度将游戏列在首位。
当最终幻想系列制作人桥本真司找到北濑佳范、野岛一成和野村哲也谈及这个主题时，重制项目终于开始了。因为三人都已经到了如果再不开始重制项目，就没有办法完全完成的年龄了。另一个重制的原因是，史克威尔艾尼克斯正在忙于为PlayStation 4平台开发游戏，希望能提高平台的流行度。野村哲也对自己被任命为重制项目总监感到惊讶，因为当时他正忙于制作《王国之心III》。

### 正式公布
重制作品在2015年索尼E3新闻发布会上首次正式公布。游戏新闻网站Siliconera在公开前几小时泄露了消息。消息公布后，史克威尔艾尼克斯的股值达到2008年11月以来的最高点，Youtube上预告片播放量在接下来两周内也突破了1000万次。史克威尔艾尼克斯透露，游戏在2014年12月公布PlayStation 4移植版《最终幻想VII》前一段时间开始制作。总监野村哲也称，公司内部经过长时间考虑，双重意图成为批准开发的决定性因素：由原班团队的关键人物参与，并推动日本PlayStation 4的影响力。野村还称游戏不会“简单重制”，编剧野岛一成也会为游戏创作新内容。游戏在舊金山舉行的2015 Playstation Experience上首次公開了實機遊戲畫面。

### 開發進展
在2017年1月31日（即《最终幻想VII》诞生20周年），由史克威尔艾尼克斯在东京举办的《最终幻想30周年纪念活动》开幕式上，该游戏的第一个核心艺术设计公布，并宣布将与《莫比乌斯 最终幻想》联动。 2月18日，野村哲也放出了两张截图，展示了新的操作界面。 由于自2015年投入开发以来美术方面进展缓慢，史克威尔艾尼克斯决定转为内部开发，并拉上了野村哲也参与的其他项目，因此外界对该项目的状态产生了担忧。 野村哲也在2018年E3上表示，“（重製版）已經脫離了早期概念設定階段（early concept stages），我們已經進入實際開發環節了”。製作人橋本真司所表示的「確實如部分媒體報導，開發體制有重新調整，但開發還是有照里程順利進行著。」進行補充，表示目前本作正在順利進行開發，而且也將會追加新的要素，提供比之前更加豐富的內容讓玩家體驗。
2019年5月10日，索尼發佈重製版的最新宣傳預告片，最終在2019年6月的美國洛杉磯杜比劇院舉辦的「Final Fantasy VII A Symphonic Reunion」交響音樂會上Square Enix宣布 PS4《最终幻想VII 重製版》在2020年3月3日全球發售，並且在2019的E3電玩展上展露遊戲內容。根據情報，《最终幻想VII 重製版》的所需容量高達兩張藍光光碟，先前官方也指出，本作將分拆為多部作品推出。官方依然同步公開了實體遊戲的預售資訊，主要分為「標準版」、「豪華版」與「一級特種兵版」，其中最後一個版本還包含了主角克勞德以及搭配機車的可動模型，要價 329.99 美金。預告未來將釋出更多細節。
2019年E3上，史克威尔艾尼克斯放出了一段时间较长的游戏试玩视频与试玩版，展示了游戏的开头章节，包括了部分探索、战斗系统，以及第一个Boss战。这个试玩版收到了正面评价，主要集中在图形表现、游戏性与战斗系统上。在这届E3上，游戏获得了3项游戏评论家奖：最佳演示、最佳主机游戏、最佳角色扮演游戏。在放出试玩版之后，在2019年东京电玩展上又放出了新的预告片。在2019年12月，游戏被宣布将在PlayStation 4上独占一年，此时没有公布其他平台上发布的信息。在2020年1月，游戏开发团队决定将发售日期从3月3日延期至4月10日。在游戏原定发售的3月3日，游戏在PlayStation商店上放出了第一章试玩版供玩家体验。
2019年東京電玩展上，北濑佳范在采访中表示，《最终幻想VII》相隔 22 年以「重製版」問世，開發規模被視為《最终幻想》系列本傳等級。並強調三項重製精神：革新、挑戰極限、帶來驚喜，以符合新時代玩家的需要。其中，全新戰鬥自回合制改以指令制導向的「ATB」（Active Time Battle），遵循《最终幻想VII》原作，注重戰鬥性為原則，除攻擊動作之外，選擇道具、指令進入根目錄時，輔以緩慢流逝時間，打造 RPG 感遊玩感。
2025年4月2日，史克威尔艾尼克斯在任天堂直面会宣布《最終幻想VII 重製版 Intergrade》确定移植任天堂Switch 2主机，发售日期未定。同年6月9日，在Xbox游戏发布会上公开Xbox Series X/S版预告片，支持Xbox Play Anywhere特性，玩家可一次性购入游玩Xbox及PC版本，并正式确认与任天堂Switch 2版一同在2025年冬季发售。结束了由PlayStation在主机端独占近五年的历史。

## 评价
| 汇总媒体   | 得分                    |
| ---------- | ----------------------- |
| Metacritic | PS5: 89/100 PS4: 87/100 |

| 媒体                    | 得分        |
| ----------------------- | ----------- |
| Destructoid             | 9/10        |
| Easy Allies             | 9/10        |
| 电子游戏月刊            | [ 85 ]      |
| Eurogamer               | Recommended |
| Game Informer           | 8.75/10     |
| Game Revolution         | [ 88 ]      |
| GamesRadar+             | [ 89 ]      |
| GameSpot                | 10/10       |
| IGN                     | 8/10        |
| Jeuxvideo.com           | 18/20       |
| 英国PlayStation官方杂志 | 10/10       |
| RPGamer                 | [ 94 ]      |
| Shacknews               | 9/10        |
| 衛報                    | [ 96 ]      |
| USGamer                 | [ 97 ]      |
| Fami通                  | 39/40       |

| 媒体                | 奖项                               |
| ------------------- | ---------------------------------- |
| 2019 E3             | 最佳游戏展示                       |
| Playstation官方博客 | 编辑选择奖                         |
| CEDEC大奖           | 杰出音频奖                         |
| 游戏大奖            | 最佳角色扮演遊戲、最佳配樂／原聲帶 |
| IGN日本             | 年度游戏                           |
| 日本金唱片大奖      | 年度原声带专辑                     |
| D.I.C.E.大奖        | 年度角色扮演游戏                   |

在Metacritic上，游戏收获了“总体积极”的评价。
GameSpot的Tamoor Hussain表示，虽然重制版只是对原始游戏进行全面重新构想的开篇，但“它具有以前未曾探索的丰富细节，自信地实现了新的叙事野心，并提出了既有意义又有必要的新观点。” 他总结说，它“讲述了一个更小，更个人化的《最终幻想VII》故事，并将其与动作和RPG巧妙结合在一起，提供了不得不玩的游戏体验。” IGN的Tom Marks将游戏称为“彻底改造”，称赞了战斗系统。 The Daily Dot的Nahila Bonfiglio认为它是2020年最好的游戏之一，因为它具有吸引玩家的多个方面。 EGM声称游戏像原始游戏一样令人着迷。 Eurogamer还高度评价重制版，称它比原版更出色。
游戏的剧情表现及人物刻画备受赞誉。 IGN称其“故事充满了真实的情感弧线”，称赞它的怀旧感觉，但批评游戏具有“注水”的成分，特别是在个别点及支线任务上。他说：“《最终幻想VII 重制版》的乏味注水情节和令人费解的新添加物可能会使情节有些磕磕绊绊，但是制作团队仍将崭新的生命力注入到了这款经典的游戏中。” Shack News称赞重制版讲述的故事是史克威尔艾尼克斯有史以来做得最好的之一。尽管在重制版中注意到了克劳德的不善交往的态度，但IGN和GameSpot认为克劳德是重制版中最引人注目的人物。他与其他角色之间的互动，以及游戏对雪崩的配角描写的扩展也得到了Easy Allies的好评。萨菲罗斯的名字在游戏中有四个角色使VG247注意到重制版仍然有其自身的奥秘，即使原始玩家也不会理解这些称呼。 Destructoid对角色（尤其是爱丽丝）表示满意，因为她的角色表现很有趣。 米德加的处理受到Game Informer的称赞，在原作信息的基础上，更深刻表现了神罗公司的的本质，以及下层人民的悲惨情况。 EGMNOW赞扬了生态主义和战争的主题，故事情节中探索了米德加的同时也探索了雪崩的角色。评测者还认为，由于萨菲罗斯对克劳德的持续威胁，他在重制版中显得更具威胁性。
对战斗系统的评价主要是积极的。这是由于战略要素和可玩角色之间形成的独特战斗风格，例如克劳德挥舞着剑，巴雷特则是远距离战斗。 Destructoid还称赞游戏玩法，因为史克威尔艾尼克斯不依靠怀旧的机制，而是改用了新的战斗形式。 GameSpot称赞了最初在1997年游戏中提出的游戏机制的发展，并称赞了原作中未曾有的新元素。GamesRadar称赞了战斗系统，由于每个角色都依靠策略，每个敌人都有弱点，因此每个角色都可以凭借自己独特的特性而拥有多种可能性。 RPGamer称赞了同时提供用Materia物品来进行魔法攻击和增加了可升级武器两种形式，可以让玩家决定想要使用哪些物品。 Game Informer赞扬了策略和风格之间的使用。
GamesRadar批评了游戏的一些支线任务，这些支线任务感觉很乏味。 Game Informer称赞了虽然米德加为非开放线性环境，但玩家也可以与市民互动。 EGM批评了一些任务太冗长，例如玩家必须不断更改可玩角色才能在神罗大厦的实验室打开多个门。 Easy Allies认为，尽管游戏风格线性，但评测者总共花了38个小时通关了游戏，都仍然还有很多任务要完成。 CD Shack News表示，尽管游戏具有线性特性，但他还是赞赏游戏在继续进行主要任务时向玩家发出警告，可以选择继续进行支线任务。 Daily Dot补充说，游戏“关卡设计精致，机制设计精密，游戏玩法令人上瘾，战斗刺激”。
在6月17日推出Steam版後，獲得91%好評的「極度好評」。在同月19日，於Steam平台上達到了13,803人的同時上線紀錄，成為了整個系列有史以來第二高的同上人數表現，僅次於《Final Fantasy XV》於2018年3月創下的29,279人。由於本作已於EPIC GAMES上上市近接近半年，否則在Steam平台上的表現或能更佳。

## 市场情况
遊戲發售三天內共售出超过350万份，超过2018年《蜘蛛俠》（330万）創下的銷售紀錄，是PlayStation 4游戏中最熱銷的遊戲，也是历史上首周销量最高的PlayStation 4游戏之一。《最终幻想VII 重制版》打進多國/區域周銷量排行榜，獲得日本、台灣、韓國、英國、意大利、法國冠軍寶座。發售約4個月後，PS4版遊戲的銷量超了500萬套。截至2023年9月，本作的全球銷量已突破700萬套。
根據法米通的統計，《最终幻想VII 重制版》在日本发售首周末售出702,853份实体版，并且许多商店售罄。包括数字版在内，发售三天内日本市场销量超过100万份。在英国，其首周末的銷量預計售出60,000份实体版。
在北美，重制版是2020年4月最畅销的游戏。它成为史上销售最快的《最终幻想》系列游戏，超过了《最終幻想XV》之前创造的发行记录，并且是2020年4月美国下载次数最多的PlayStation 4游戏。德国贸易协会GAME宣布，《最终幻想VII 重制版》仅用了几天时间就在德国售出10万多套，获得了金牌销售奖，也是4月第二賣座的遊戲。重制版也是2020年4月在欧洲下载量排名第四的PlayStation 4游戏。

## 奖项
在游戏发售前，《最终幻想VII 重制版》获得了2019年E3展会最佳游戏展示奖。
在游戏发布后，游戏获得了PlayStation编辑选择奖。在2020年度的游戏大奖中，一共获得包括「年度游戏」在内的6项提名，最终拿下「最佳角色扮演遊戲」及「最佳配樂／原聲帶」兩部門獎項。在第24届D.I.C.E大奖中，获得「年度角色扮演遊戲」奖项。